# Вергулева къща (1854)
Вергулевата къща (на гръцки: Αρχοντικό Αλεξίου Βέργουλα), известна и като Верговата къща (Αρχοντικό Βέργου) е възрожденска къща в град Костур, Гърция.

## Местоположение
Къщаа е разположена в южната традиционна махала Долца (Долцо) на улица „Айдитра“ № 14. Заедно със съседната Вергулева къща на № 12 са известни като Вергулика (Βεργουλέικα).

## История
Къщата е построена в 1854 година. Сградата дълги години е хотел.
В 1965 година къщата е обявена за защитен паметник на културата.

## Архитектура
Планът на къщата е квадратен с вписан кръст. Къщата е пригодена към стръмния склон и има вид на крепостна кула. Зимните помещения са на първия етаж, който има дебели каменни стени. Летните са на втория етаж, където конструкцията е по-лека и стените са по-тънки. Тук прозорците са повече и има дървени тавани. Затвореният чардак на североизток е подпрян с дървени колони.